# Cool Girl
Cool Girl è un singolo della cantante svedese Tove Lo, pubblicato il 4 agosto 2016 come primo estratto dal secondo album in studio Lady Wood.

## Descrizione
Quinta traccia dell'album, Cool Girl è stata scritta dalla medesima interprete con Ludvig Söderberg e Jakob Jerlström, mentre la produzione è stata affidata a questi ultimi due, in arte The Struts. Musicalmente è stato descritto dalla critica specializzata come un brano elettropop e, a detta della cantante, è molto ironico e metaforico. La cool girl in questione è colei che cambia per compiacere il suo uomo facendo sembrare la relazione una farsa anche se in fondo lei brucia di passione dentro. La canzone dimostra come in una relazione il più debole abbia più potere. Secondo un'intervista concessa dalla cantante, il principale tema lirico del brano è stato ispirato ad una scena del film del 2014 Gone Girl, in cui il personaggio di Amy Elliott-Dunne, interpretato da Rosamund Pike, passa da essere una vittima ad una psicopatica per amore e nella versione americana il famoso monologo da lei recitato ha come tema la cool girl, colei che cambia per il suo uomo.

## Video musicale
Il video musicale è stato reso disponibile il 19 agosto 2016.

## Tracce
Testi e musiche di Tove Lo, Ludvig Söderberg e Jakob Jerlström.
1. Cool Girl – 3:19

## Formazione
Musicisti
- Tove Lo – voce
- The Struts – programmazione, basso, tastiera, chitarra, percussioni

Produzione
- The Struts – produzione
- John Hanes – ingegneria del suono
- Tom Coyne – mastering
- Randy Merrill – assistenza al mastering
- Șerban Ghenea – missaggio

## Classifiche

### Classifiche settimanali
| Classifica (2016) | Posizione massima |
| ----------------- | ----------------- |
| Australia         | 30                |
| Austria           | 53                |
| Belgio (Fiandre)  | 57                |
| Belgio (Vallonia) | 65                |
| Canada            | 42                |
| Danimarca         | 26                |
| Francia           | 145               |
| Germania          | 43                |
| Irlanda           | 32                |
| Italia            | 49                |
| Norvegia          | 22                |
| Nuova Zelanda     | 15                |
| Paesi Bassi       | 44                |
| Portogallo        | 37                |
| Regno Unito       | 46                |
| Repubblica Ceca   | 28                |
| Russia            | 61                |
| Slovacchia        | 27                |
| Spagna            | 79                |
| Stati Uniti       | 84                |
| Svezia            | 15                |
| Svizzera          | 49                |
| Ucraina           | 38                |
| Ungheria          | 15                |

### Classifiche di fine anno
| Classifica (2016) | Posizione |
| ----------------- | --------- |
| Ungheria          | 62        |